# The Power of Love (Huey-Lewis-&-the-News-Lied)
The Power of Love ist ein Lied von Huey Lewis & the News aus dem Jahr 1985, das von Huey Lewis, Johnny Colla und Chris Hayes geschrieben wurde. Das Lied ist Teil des Soundtracks zum Film Zurück in die Zukunft.

## Geschichte
Die Single The Power of Love wurde am 17. Juni 1985 veröffentlicht, der Titel hat eine Länge von 3:53 Minuten. Auf der B-Seite befindet sich das Lied Bad Is Bad. Die Single wurde ein Nummer-eins-Hit in den Vereinigten Staaten, Kanada und Australien. Außerhalb der Vereinigten Staaten war der Titel Teil des Albums Fore!, in den USA war er nicht auf der LP enthalten.
John Benitez („Jellybean“) fertigte einen Remix des Liedes mit einer Länge von 7:10 Minuten an, der als Maxisingle veröffentlicht wurde. Auf der B-Seite der Maxi befanden sich Live-Versionen der Lieder But It’s All Right und I Want a New Drug.
Zu Beginn des Filmes Zurück in die Zukunft ist The Power of Love zu hören, als Marty McFly mit einem Skateboard zur Schule fährt. Bei einem Bandwettbewerb im Film spielt McFly den Song auch mit seiner Band „Pinheads“, der Vorsitzende der Jury, gespielt von Huey Lewis, nennt den eigenen Song daraufhin „eine Spur zu laut“ für den Schulwettbewerb. Der Song wird auch an anderen Stellen im Film eingespielt, etwa als McFlys künftige Freundin ihm einen Zettel mit ihrer Telefonnummer überreicht. Auch im zweiten Teil des Filmes wurde der Titel eingespielt. Im Musikvideo tritt die Band in einem Nachtclub auf, dabei sieht man auch Dr. Emmet Brown und den DeLorean aus dem Film. Das Lied wurde auch für die Oscarverleihung 1986 nominiert, verlor aber gegen Lionel Richies Klassiker Say You, Say Me.
Der Song wurde 1986 mit zwei American Music Awards in den Kategorien „Favorite Pop/Rock Single“ und „Favorite Pop/Rock Video“ ausgezeichnet. Die Laudatio der erstgenannten Verleihung hielt Prince.
In der Episode Baby Not on Board von Family Guy war der Song bei einer Parodie auf Zurück in die Zukunft zu hören.

## Kommerzieller Erfolg

### Chartplatzierungen
| ChartsChartplatzierungen       | Höchstplatzierung | Wochen |
| ------------------------------ | ----------------- | ------ |
| Deutschland (GfK)              | 16 (15 Wo.)       | 15     |
| Österreich (Ö3)                | 24 (4 Wo.)        | 4      |
| Schweiz (IFPI)                 | 11 (18 Wo.)       | 18     |
| Vereinigte Staaten (Billboard) | 1 (19 Wo.)        | 19     |
| Vereinigtes Königreich (OCC)   | 9 (25 Wo.)        | 25     |

| ChartsJahrescharts (1985)      | Platzierung |
| ------------------------------ | ----------- |
| Vereinigte Staaten (Billboard) | 15          |

### Auszeichnungen für Musikverkäufe
| Land/Region                  | Auszeichnungen für Musikverkäufe (Land/Region, Auszeichnung, Verkäufe) | Verkäufe  |
| ---------------------------- | ---------------------------------------------------------------------- | --------- |
| Dänemark (IFPI)              | Gold                                                                   | 45.000    |
| Kanada (MC)                  | Gold                                                                   | 50.000    |
| Neuseeland (RMNZ)            | 2× Platin                                                              | 60.000    |
| Spanien (Promusicae)         | Gold                                                                   | 30.000    |
| Vereinigte Staaten (RIAA)    | Gold                                                                   | 500.000   |
| Vereinigtes Königreich (BPI) | Platin                                                                 | 600.000   |
| Insgesamt                    | 4× Gold · 3× Platin ·                                                  | 1.285.000 |

## Coverversionen
- 1985: Marty Mcfly & the Pinheads (Zurück in die Zukunft I, 7:00 Min.)
- 1997: Gloria Gaynor
- 2001: Jive Bunny & the Mastermixers (Ultimate 80s Party)
- 2003: Normal Generation?
- 2005: The Early November
- 2007: Pigeon Detectives
- 2019: New Found Glory